# Olga Kaliturina
Olga Kaliturina (Riazán, Rusia, 9 de marzo de 1976) es una atleta rusa retirada especializada en la prueba de salto de altura, en la que llegó a ser subcampeona mundial en 1997.

## Carrera deportiva
En el Mundial de Atenas 1997 ganó la medalla de plata en el salto de altura, logrando saltar 1.96 m, tras la noruega Hanne Haugland (oro con 1.99 metros) y empatada con la ucraniana Inha Babakova (también plata con 1,96 m).
Posteriormente, en el Campeonato Europeo de Atletismo de 2002 ganó la medalla de bronce en la misma prueba, con un salto de 1,89 metros, siendo superada por la sueca Kajsa Bergqvist (oro con 1,98 m) y su compatriota rusa Marina Kuptsova (plata con 1,92 metros).